# Камус, Марио
Ма́рио Ка́мус Гарси́а (исп. Mario Camus García; 20 апреля 1935, Сантандер, Испания — 18 сентября 2021, там же) — испанский кинорежиссёр и сценарист.

## Биография
Изучал право, затем поступил в Официальную киношколу, по окончании которой в 1964 году стал преподавать режиссуру в своей «альма-матер». Примыкает к движению «Новое испанское кино». В своих картинах часто обращался к тематике спорта и театра, позволявшей в иносказательной форме критиковать существующий франкистский режим. Но кинокритики игнорировали притчевую форму лент режиссёра, пока он не обратился к жанровому кинематографу. Снял несколько музыкальных фильмов, в частности с актёром и певцом Рафаэлем, широко демонстрировавшихся как в самой Испании, так и за её пределами, в том числе и в СССР. Экранизировал испанскую литературную классику (Педро Кальдерона де ла Барка, Игнасио Альдекоа, Камило Хосе Села, Мигеля Делибеса, Федерико Гарсиа Лорку, Эдуардо Мендоса, Бенито Переса Гальдоса и других).

## Избранная фильмография

### Режиссёр
- 1962 — Пьянчужки / El borracho (к/м)
- 1963 — Удача / La suerte (к/м)
- 1963 — Комедианты / Los farsantes
- 1964 — Юный Санчес / Young Sánchez
- 1965 — Умрёт женщина / Muere una mujer
- 1965 — Неуместный визит / La visita que no tocó el timbre
- 1966 — Когда тебя нет / Cuando tú no estás
- 1966 — С попутным ветром / Con el viento solano
- 1967 — На закате солнца / Al ponerse el sol
- 1967 — / Soledad
- 1968 — Возвращение жизни / Volver a vivir
- 1968 — Пусть говорят / Digan lo que digan (Аргентина—Испания)
- 1969 — Эта женщина / Esa mujer
- 1970 — Гнев ветра / La collera del vento (Испания—Италия)
- 1973 — Легенда о Саламейском алькальде / La leyenda del alcalde de Zalamea
- 1975 — Пташки Баден-Бадена / Los pájaros de Baden-Baden
- 1975 — Замужняя девушка / La joven casada (Испания—Аргентина)
- 1976 — 1978 — Курро Хименес / Curro Jiménez (сериал)
- 1978 — Дни прошлого / Los días del pasado
- 1980 — Фортуната и Хасинта / Fortunata y Jacinta (сериал)
- 1982 — Улей / La colmena
- 1984 — Святые невинные / Los santos inocentes
- 1985 — Старинная музыка / La vieja música
- 1987 — Дом Бернарды Альбы / La casa de Bernarda Alba
- 1983 — Русская / La rusa
- 1990 — Ковка мятежника / La forja de un rebelde (сериал)
- 1992 — Женщина и паяц / La femme et le pantin (Испания—Франция, ТВ)
- 1992 — Проснувшись / Después del sueño
- 1993 — Тени одного сражения / Sombras en una batalla
- 1994 — Самоуважение / Amor propio
- 1996 — Пригород / Adosados
- 1997 — Цвет облаков / El color de las nubes
- 1998 — Возвращение Койота / La vuelta de El Coyote
- 1999 — Город чудес / La ciudad de los prodigios
- 2002 — Собачий пляж / La playa de los galgos
- 2007 — Поле звёзд / El prado de las estrellas

### Сценарист
- 1960 — Шпана / Los golfos
- 1962 — Пьянчужки / El borracho (к/м)
- 1963 — Удача / La suerte (к/м)
- 1963 — Комедианты / Los farsantes
- 1964 — Юный Санчес / Young Sánchez
- 1964 — Плач по бандиту / Llanto por un bandido (Испания—Италия—Франция)
- 1965 — Умрёт женщина / Muere una mujer
- 1965 — Неуместный визит / La visita que no tocó el timbre
- 1966 — Когда тебя нет / Cuando tú no estás
- 1966 — С попутным ветром / Con el viento solano
- 1967 — На закате солнца / Al ponerse el sol
- 1968 — Возвращение жизни / Volver a vivir
- 1970 — / Chicas de club
- 1970 — Гнев ветра / La collera del vento (Испания—Италия)
- 1975 — Пташки Баден-Бадена / Los pájaros de Baden-Baden
- 1975 — Замужняя девушка / La joven casada (Испания—Аргентина)
- 1978 — Дни прошлого / Los días del pasado
- 1980 — Фортуната и Хасинта / Fortunata y Jacinta (сериал)
- 1983 — Мошенники / Truhanes
- 1984 — Святые безгрешные / Los santos inocentes
- 1985 — Светочи богемы / Luces de bohemia
- 1985 — Старинная музыка / La vieja música
- 1985 — / Marbella, un golpe de cinco estrellas
- 1986 — Вертер / Werther
- 1987 — Дом Бернарды Альбы / La casa de Bernarda Alba
- 1983 — Русская / La rusa
- 1987 — 1988 — Лорка, смерть поэта / Lorca, muerte de un poeta (сериал)
- 1987 — Галисиец / Gallego
- 1990 — Ковка мятежника / La forja de un rebelde (сериал)
- 1991 — Повелитель теней / Beltenebros (Испания—Нидерланды)
- 1992 — Проснувшись / Después del sueño
- 1993 — Птица счастья / El pájaro de la felicidad
- 1993 — Тени одного сражения / Sombras en una batalla
- 1994 — Самоуважение / Amor propio
- 1996 — Пригород / Adosados
- 1996 — За садом / Más allá del jardín
- 1997 — Цвет облаков / El color de las nubes
- 1998 — Возвращение Койота / La vuelta de El Coyote
- 1999 — Город чудес / La ciudad de los prodigios
- 2002 — Собачий пляж / La playa de los galgos
- 2004 — Рим / Roma
- 2007 — Поле звёзд / El prado de las estrellas

## Награды
- 1966 — номинация на «Золотую пальмовую ветвь» 19-го Каннского кинофестиваля («С попутным ветром»)
- 1983 — «Золотой медведь» 33-го Берлинского международного кинофестиваля («Улей»)
- 1983 — Награда C.I.D.A.L.C. 33-го Берлинского международного кинофестиваля («Улей»)
- 1984 — номинация на «Золотую пальмовую ветвь» 37-го Каннского кинофестиваля («Святые невинные»)
- 1984 — Приз экуменического (христианского) жюри — особое упоминание 37-го Каннского кинофестиваля («Святые невинные»)
- 1987 — номинация на «Золотой приз» XV Московского международного кинофестиваля («Дом Бернарды Альбы»)
- 1992 — номинация на премию «Гойя» за лучший адаптированный сценарий («Повелитель теней»)
- 1993 — номинация Приз за лучший фильм — Золотой «Святой Георгий» XVIII Московского международного кинофестиваля («Тени одного сражения»)
- 1994 — премия «Гойя» за лучший оригинальный сценарий («Тени одного сражения»)
- 1997 — номинация на премию «Гойя» за лучший адаптированный сценарий («За садом»)
- 1997 — номинация на «Золотую раковину» Кинофестиваля в Сан-Себастьяне («Цвет облаков»)
- 1997 — Премия Международной Католической организации в области кино (OCIC) Кинофестиваля в Сан-Себастьяне («Цвет облаков»)
- 2005 — номинация на премию «Гойя» за лучший оригинальный сценарий («Рим»)
- 2011 — премия «Гойя» за заслуги